# Musée de l'espéranto (Vienne)
Pour les articles homonymes, voir Musée de l'espéranto.

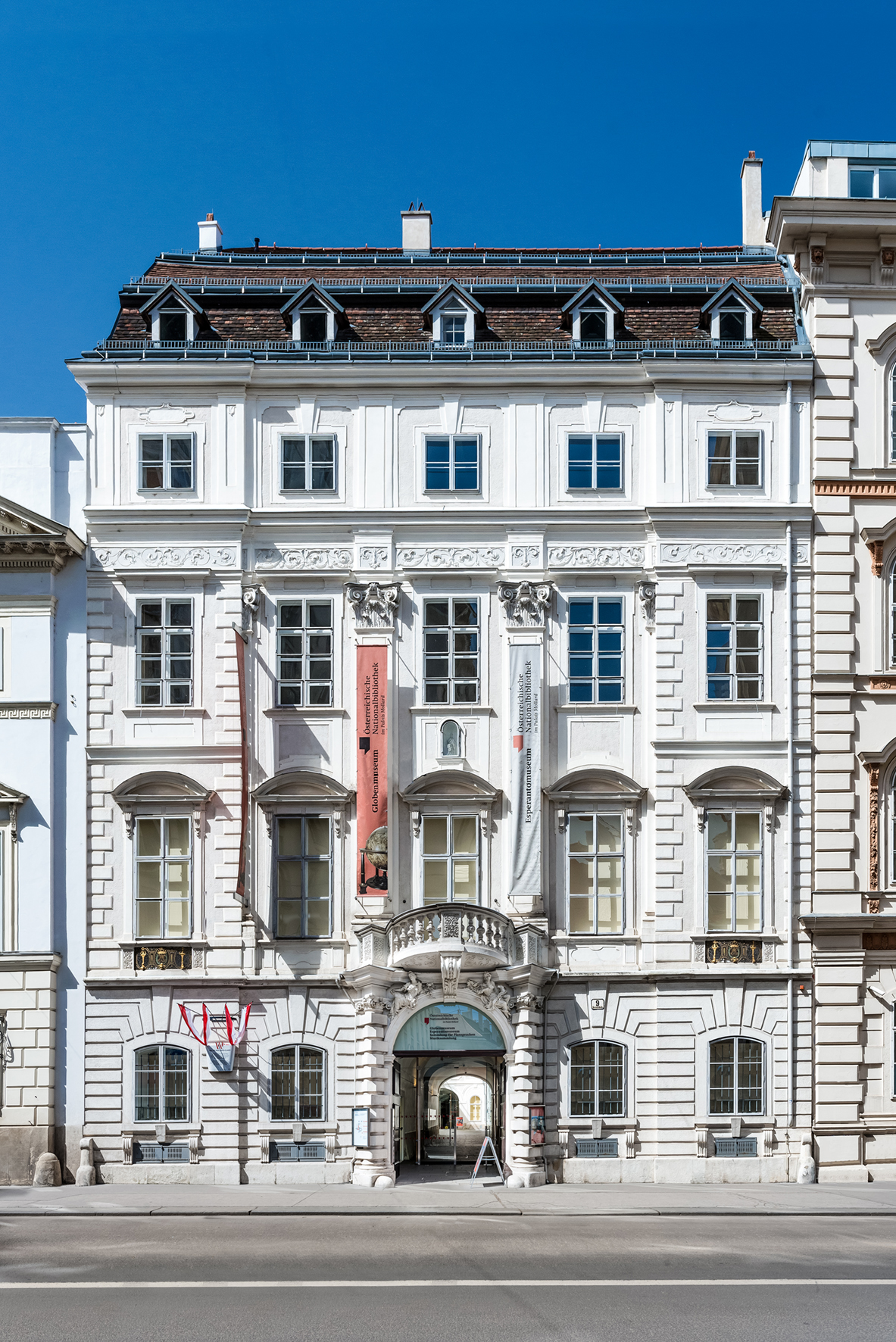
Musée de l'Espéranto, Vienne

Le musée de l'espéranto et la Collection des langues construites ont été fondées en 1927 à Vienne par Hugo Steiner selon une idée de Feliks Zamenhof. Depuis 1928 ils font partie de la Bibliothèque nationale autrichienne.
La Collection des langues construites abrite la plus grande bibliothèque au monde spécialisée en interlinguistique et possède des documents relatifs à cinq cents langues construites, principalement l'espéranto seule langue construite devenue langue vivante, mais aussi le volapük, l'ido, l'interlingua.
Elle possède aujourd'hui 35 000 ouvrages, 3 100 titres de magazines, 3 000 pièces de musée, 10 000 documents autographes et manuscrits, 22 000 photographies et 1 200 affiches.
Depuis 2005, le musée de l'Espéranto et la Collection des langues construites sont implantés dans le baroque palais Mollard-Clary dans la Herrengasse.